# 箱館湾海戦
箱館湾海戦（はこだてわんかいせん）は、戊辰戦争の一連の戦闘のうち、箱館戦争における1戦闘であり、1869年5月20日（明治2年4月9日）の新政府軍（明治政府）の蝦夷上陸から6月20日（旧暦5月11日）の箱館総攻撃までの間に函館湾で行われた海戦である。

## 戦闘の経過
北海道南部に拠った箱館政権の艦隊は回天丸を中心に、蟠竜丸、千代田形丸の3隻の軍艦から成っていた。
それに対して新政府軍は、甲鉄艦を旗艦として、朝陽丸、春日丸、陽春丸、延年丸、丁卯丸の6隻の軍艦から成り、艦砲射撃で陸上の要塞を破壊して陸上部隊の上陸を支援する事を主任務としていた。

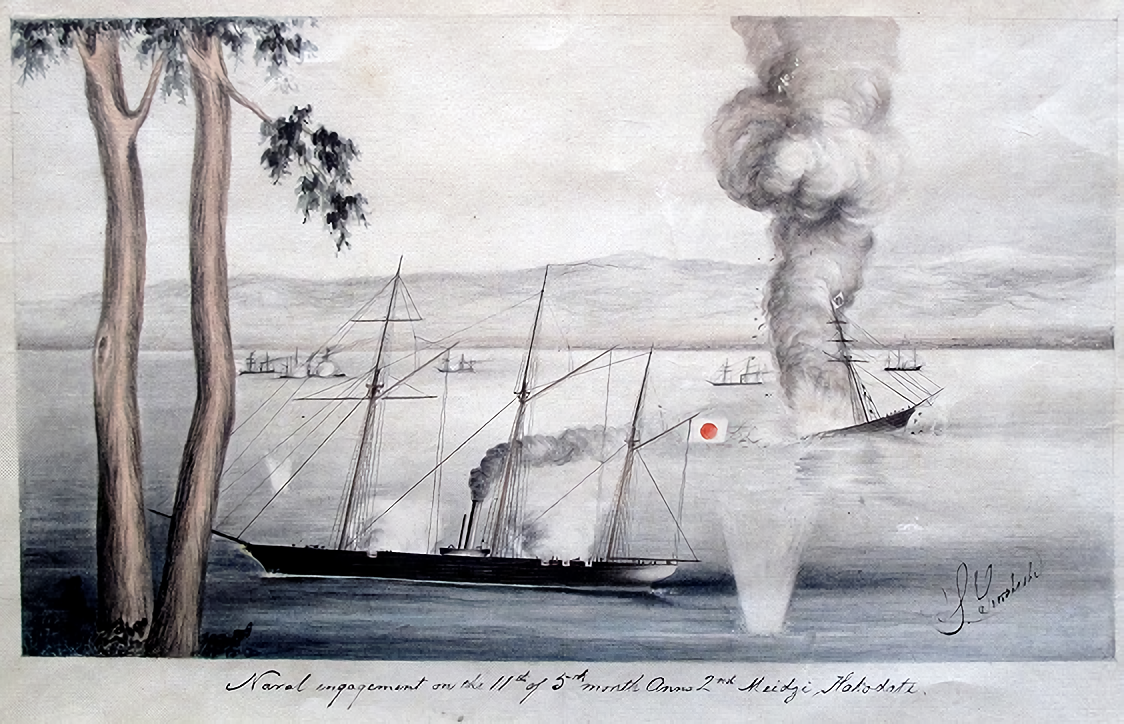
朝陽丸を撃沈する蟠竜丸

6月10日（旧暦4月30日）に千代田形丸が新政府側に拿捕され、箱館政権の軍艦は回天丸と蟠竜丸だけになる。両艦とも数多くの命中弾を受けながらよく戦ったが、6月16日（旧暦5月7日）に回天丸の機関部が損傷。弁天台場付近で意図的に座礁させ、砲台的に利用されるようになる。
6月20日（旧暦5月11日）の箱館総攻撃の折には、蟠竜丸が新政府軍の朝陽丸の弾薬庫に砲弾を命中させ、朝陽丸は爆発、轟沈。これによって箱館政権軍の士気を大いに高めるが、蟠竜丸も損傷を受け、浅瀬に乗り上げて放棄された。
この戦闘で箱館政権は全ての軍艦を喪失し、箱館戦争における海戦は終了。戊辰戦争の最終舞台は陸戦へと移った。制海権を掌握した新政府軍は、甲鉄艦により箱館政権軍が拠点とした五稜郭への艦砲射撃を、旧暦5月12日に開始。同月18日に箱館政権は降伏した。